# Karl Leitner (Bankier)
Karl Leitner (* 7. Mai 1855 in Mattighofen; † 12. März 1911 in Salzburg) war ein Bankier und als Direktor der Elektrizitätswerke Salzburg der Gründer des ersten E-Werks in der österreichisch-ungarischen Monarchie.

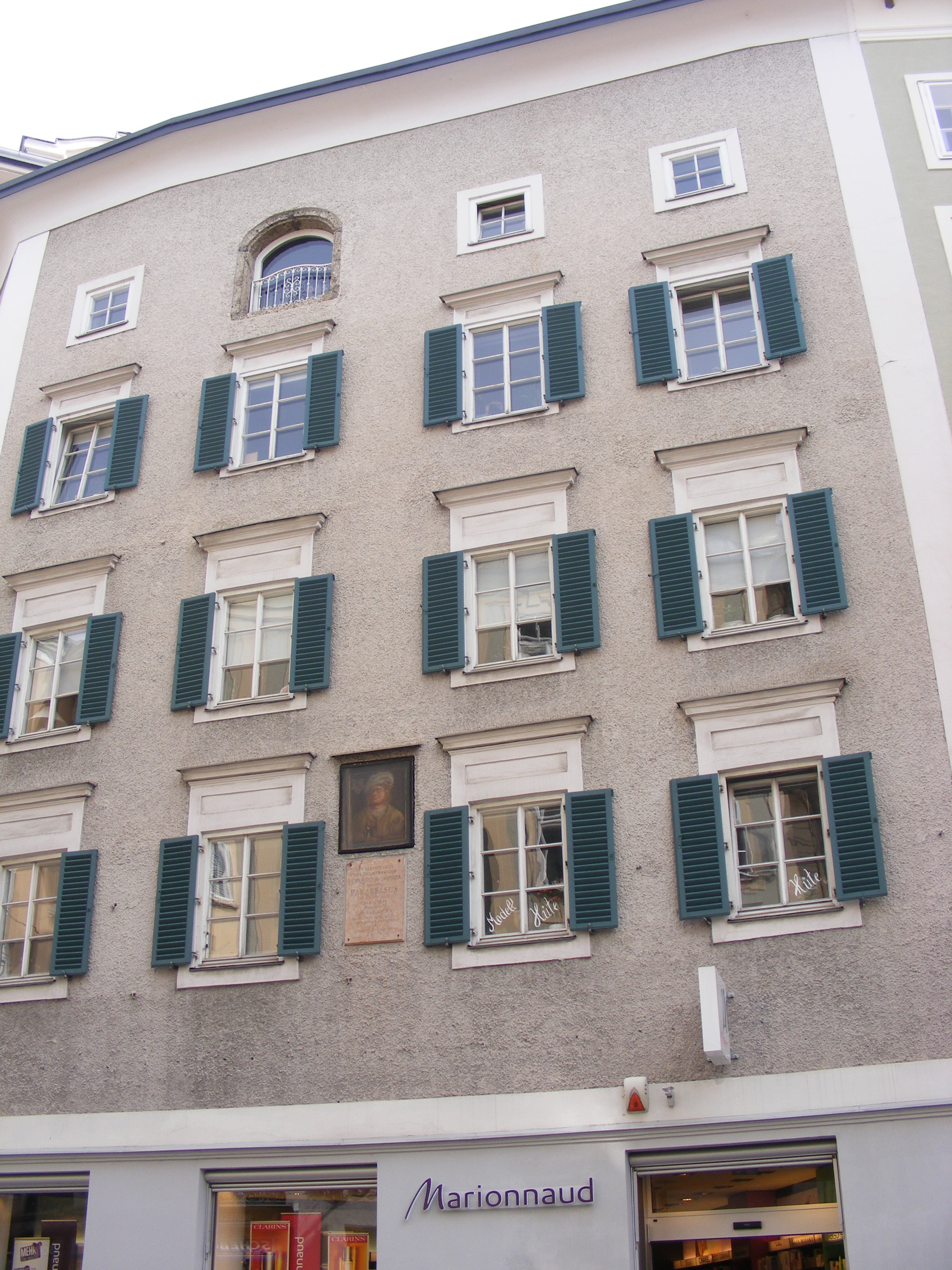
Taxahaus (Platzl 3)

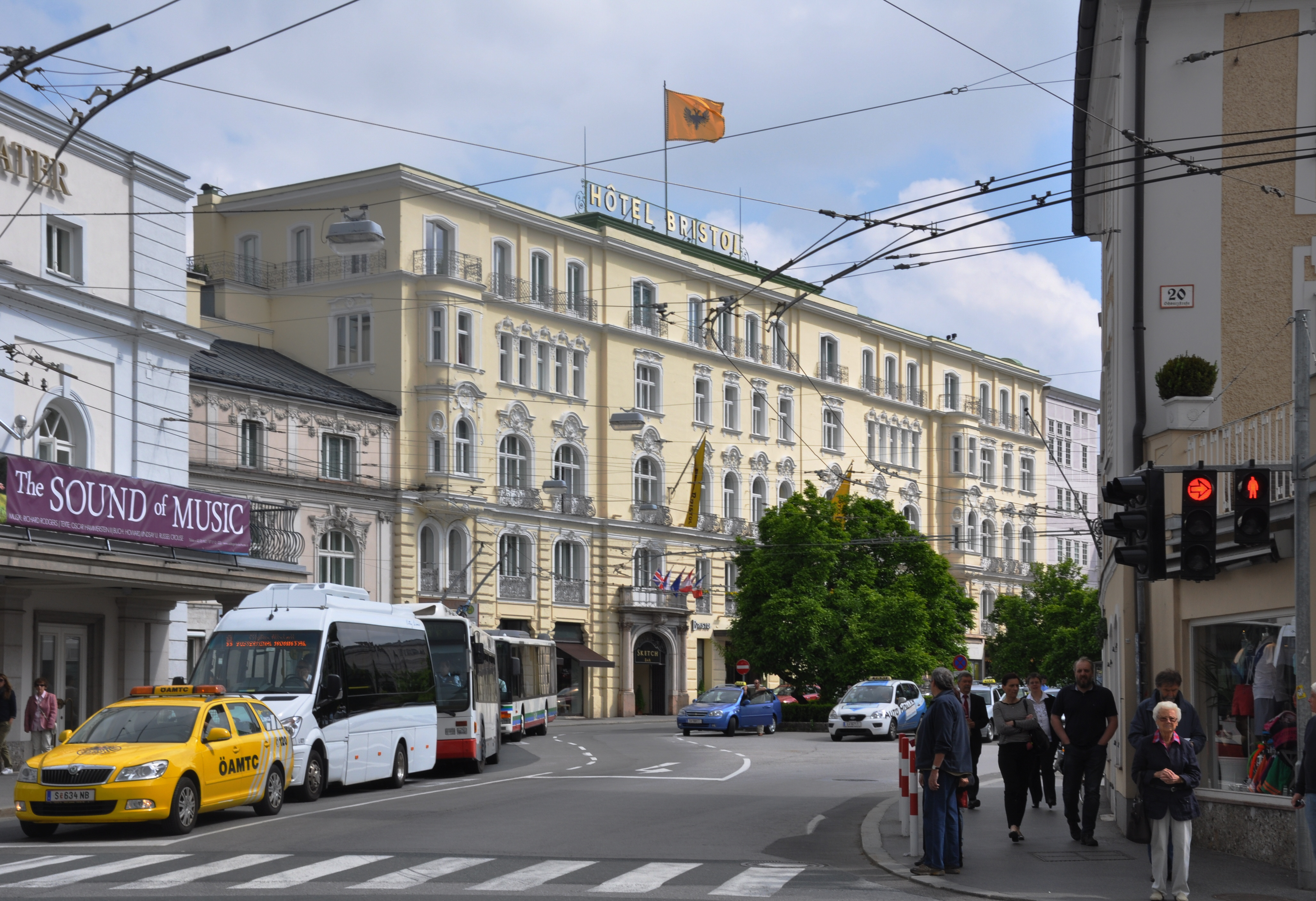
Hotel Bristol (Makartplatz 4)

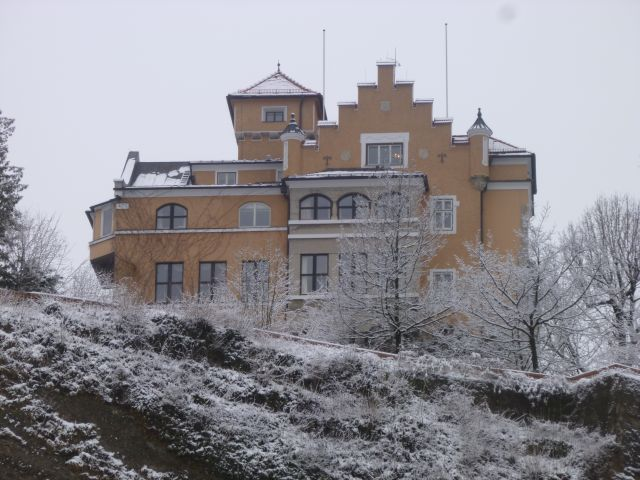
Schloss Mönchstein im Januar 2012

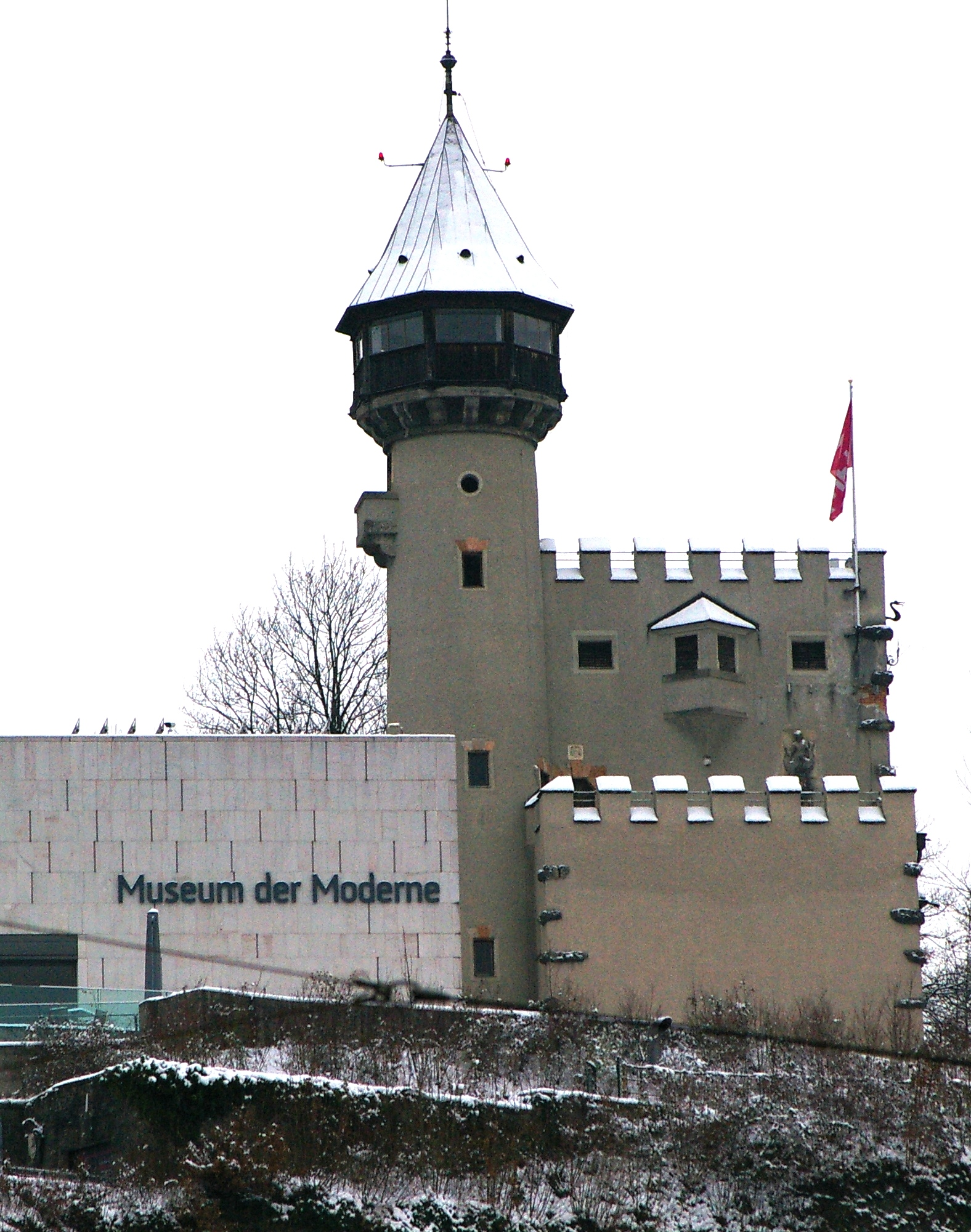
Wasserturm am Mönchsberg, seit 2014 Amalie-Redlich-Turm

## Leben
1866 übersiedelte er nach Salzburg; hier besuchte er für drei Jahre die Realschule und danach in Wien eine Handelsschule. Nachdem er in verschiedenen Banken (u. a. 1877 als Prokurist im Salzburger Bankhaus Steininger) gearbeitet hatte, gründete er 1883 mit einem Eigenvermögen von 3.000 Gulden auf der rechten Salzachseite im sog. Taxahaus (Platzl 3) eine Bank und Wechselstube; 1884 erwarb er das Taxahaus um 18.000 Gulden. Er versprach seinen Bankkunden eine Verzinsung von sechs Prozent ihres Kapitals und konnte im Laufe der Zeit eine Million Gulden als Spareinlagen einsammeln. Am 18. November 1896 zog er sich aus dem Bankgeschäft zurück.
Mit dem eingeworbenen Geld startete er eine Reihe von Unternehmungen, mit denen er die zugesagten Zinsen verdienen wollte. Eines bezog sich auf das Erste Salzburger Elektricitätswerk. Dabei hatten am 26. November 1885 der k. k. Hoffotograf Eduard Bertel und der Architekt Carl Demel um die Verleihung einer Konzession für die Errichtung einer Zentralstation für elektrische Beleuchtung angesucht. Am 9. März 1886 erfolgte die Verleihung der Konzession. Karl Leitner übernahm für 6.000 Gulden am 1. bzw. 15. Dezember 1886 die Konzession für das Elektrizitätswerk und das Leitungsrecht. Am 3. November 1886 hatte er ein Grundstück zwischen Makartplatz und Mirabellgarten erworben, hier errichtete ein kalorisches Kraftwerk zur Stromerzeugung. Zur Befeuerung verwendete er Torf von einem Grundstück an der Vogelweiderstraße, das er von einem Daghofer angekauft hatte. Das Erste Salzburger Elektricitätswerk war das erste E-Werk der österreichisch-ungarischen Monarchie und nahm am 13. Oktober 1887 seinen Betrieb auf. 1888 erwarb er eine Konzession zur Verlegung von elektrischen Kabeln in der Stadt Salzburg. Zu diesem Zweck gründete er die Salzburger Elektrizitäts-Aktiengesellschaft, für die er 300.000 Gulden einwerben konnte. Zu seinen ersten Kunden zählte neben dem Rathaus auch das Café Tomaselli. 1894 wurde aus dem Elektrizitätswerk zunächst eine wegen ihrer elektrischen Beleuchtung als Electrizitäts-Hotel bezeichnete Herberge; das Electrizitäts-Hotel wurde für 12.000 Gulden jährlich für fünf Jahre an Frau Therese Schierer verpachtet. 1907 wurde daraus das damals im Eigentum der Stadt Salzburg stehende Hotel Bristol. Das kalorische Kraftwerk wurde 1908 mit dem Bau der Eichetmühle in Grödig eingestellt.
1887 erwarb Leitner das sog. Professorenschlössl auf dem Mönchsberg, heute das Schlosshotel Mönchstein, das damals Leitner-Villa genannt wurde. Seine Frau Creszentia Leitner, die 20.000 Mark in die Ehe eingebracht hatte, beauftragte Jakob Ceconi mit den Ausbauarbeiten. Die Villa blieb bis 1917 im Besitz der Familie Leitner.
Leitner hatte an der Ostseite des Mönchsbergs zwischen Müllner Kirche und Bürgerwehr mehrere Grundstücke erworben. Gemeinsam mit dem russischen Oberst Basilius von Paschkoff, der 1892 das unweit der Leitner-Villa gelegene Johannesschlössl gekauft hatte, ließ er die Straße von Mülln auf den Mönchsberg errichten und somit die Klausenterrasse erschließen. 1887 ließ er den elektrisch betriebenen Mönchsbergaufzug, der damals noch außen am Berg hinaufgeführt wurde, erbauen. Daneben entstand das „Restaurant elektrischer Aufzug“, aus dem später das Café Winkler wurde und das 2004 durch einen Neubau für das Museum der Moderne Salzburg ersetzt wurde. Aufzug und Restaurant sollten als Stromabnehmer Geld für die Salzburger Elektrizitäts-Aktiengesellschaft einbringen, mit dem er dann sein Kraftwerk vergrößern wollte. Der Aufzug verblieb im Eigentum der Herstellerfirma Siemens und Halske und Leithner musste dafür Pacht zahlen. Leitner ließ auch den Weg am Ostrande des Mönchsberges bis zum Elektrischen Aufzug anlegen. Sein weiterführender Plan war, an der Bergkante ein Villenviertel zu errichten; dieser Plan kam jedoch nicht zur Ausführung. Durch die Beliebtheit des Restaurants wurde die Errichtung eines Eiskellers und eines Kühlgebäudes notwendig. Als solches ließ Karl Leitner ab 1890 vom Architekt Carl Demel einen Wasserturm nach Art einer Ritterburg neben dem Restaurant errichten. In diesem wurden die Anlagen zur Kühlung von Getränken und Speisen sowie zur Einlagerung von Natureis untergebracht; er verfügte auch über einen Wassertank, mit dem die Häuser, die Leitner längs der östlichen Mönchsbergkante errichten wollte, mit Wasser versorgt werden sollten. Eine vom Gaisberg von der Stadt Salzburg herunter gebaute Wasserleitung sollte den entsprechenden Wasserdruck garantieren. Der Turm diente zudem als Aussichtsturm für die Benutzer des elektrischen Aufzugs, der Panoramablick auf Salzburg war damals eine besondere touristische Attraktion.
1898 wurde Leitner im sog. „Salzburger Millionenprozess“ wegen Bilanzfälschung, Betrugs und Veruntreuung angeklagt. Er habe für die Elektrizitäts-Aktiengesellschaft zudem Tantiemen ausgezahlt, ohne dass dafür entsprechende Einnahmen vorlagen; für den Prozess wurden neben zwei Gutachtern sechzig Zeugen vorgeladen. Am 18. März 1898 wurde Karl Leitner am 9. Verhandlungstag von allen Anklagepunkten freigesprochen.

## Privates
Leitner war verheiratet mit C(K)reszenz Leitner († 1947), geb. Mittermaier aus Rosenheim. Seine Frau hatte 50.000 Mark als Mitgift in die Ehe eingebracht. Aus der Ehe stammten sechs Kinder.